# UFC Fight Night: Muñoz vs. Mousasi
UFC Fight Night: Muñoz vs. Mousasi (también conocido como UFC Fight Night 41) fue un evento de artes marciales mixtas celebrado por Ultimate Fighting Championship el 31 de mayo de 2014 en el O2 World en Berlín, Alemania.

## Historia
Este evento fue el primero que la organización ha celebrado en Berlín, y el tercero en Alemania después de UFC 99 y UFC 122 en 2009 y 2010 respectivamente.
El evento estelar contó con una pelea de peso medio entre Mark Muñoz y Gegard Mousasi.
Se esperaba que Thiago Tavares se enfrentara a Tom Niinimäki en el evento. Sin embargo, Tavares se retiró de la pelea citando una lesión en el muslo y fue sustituido por el debutante en la promoción Niklas Bäckström.

## Premios extra
Cada peleador recibió un bono de $50,000.
- Pelea de la Noche: No hubo premiados
- Actuación de la Noche: Gegard Mousasi, C.B. Dollaway,  Niklas Bäckström y Magnus Cedenblad